# Ksi Sii Aks
Der Ksi Sii Aks (/sɛsˈsiːæks/; früher Tseax River /ˈsiːæks/) ist ein Nebenfluss des Nass River im Nordwesten British Columbias, Kanada. Er ist vor allem als Namensgeber des Tseax Cone bekannt, eines Vulkans in seinem Einzugsgebiet, der im 17. Jahrhundert für einen Ausbruch verantwortlich war, bei dem 2000 Angehörige der Nisgaʼa ums Leben kamen. Vor dem Ausbruch hieß dieser Fluss bei den Nisgaʼa Ksi Gimwitsʼax. Er wurde durch den Ausbruch verschüttet und tauchte später wieder an die Oberfläche. Die Nisgaʼa erkannten ihn als denselben Fluss an, benannten ihn aber in Ksi Sii Aks um: sii aks bedeutet "neues Gewässer". Wie im Nisgaʼa-Vertrag festgelegt, wurde der Tseax River am 11. Mai 2000 offiziell in Ksi Sii Aks umbenannt.
Der Nisga'a Highway (British Columbia Highway 113) führt über weitere Teile parallel zum Ksi Sii Aks. Der Fluss fließt durch den Anhluut’ukwsim Laxmihl Angwinga’asanskwhl Nisga’a, einen  Provinzpark, der neben dem Ksi Sii Aks auch den Crater Creek und das angrenzendes Bergland inklusive des Tseax Cone umfasst.
Zu seinen rechten Nebenflüssen gehören unter anderem der Tumbling Creek, Crater Creek, Eider Creek, Fulmar Creek und Gitzyon Creek, zu den linken Nebenflüssen der Poupard Creek, May Creek und Alder Creek.